# Kentaro Miura
Kentaro Miura (三浦 建太郎 Miura Kentarō?) (n. 11 iulie 1966, Chiba, Japonia – d. 6 mai 2021) a fost un artist de benzi manga japonez. A fost cel mai cunoscut pentru remarcabila sa manga de fantezie întunecată, Berserk⁠(d), a cărei serializări a început în 1989 și a continuat până la moartea sa. Până în mai 2021, Berserk avea peste 50 de millioane de copii în circulație, reprezentând astfel, una din cele mai bine vândute serii de manga din toate timpurile. În 2002, lui Miura i s-a înmânat Premiul Cultural Tezuka Osamu.

## Carieră
Miura s-a născut în orașul Chiba, prefectura Chiba, Japonia, în 1966. În 1976, la vârsta fragedă de doar 10 ani, a scris prima sa manga, intitulată Miuranger, care a fost publicată pentru colegii săi, într-o publicație școlară; seria a ajuns să se întindă pe 40 de volume. În 1977, Miura a scris a doua sa manga, Ken e no michi (剣 へ の 道, The Way to the Sword), în care a folosit pentru prima dată cerneala India (Tuș). Când era la școală, în 1979, tehnicile de desen ale lui Miura s-au îmbunătățit din ce în ce mai mult, odată cu folosirea unor tehnici de desen mai avansate.
În 1982, Miura s-a înscris într-un curriculum artistic, unde el și colegii săi au început să-și publice lucrările în broșurile școlare. Primul său Doujinshi a fost publicat într-o revistă, cu ajutorul prietenilor, în același an. La vârsta de 18 ani, Miura a lucrat ca asistent al lui George Morikawa⁠(d), la faimoasa manga, Hajime no Ippo⁠(d). Morikawa a recunoscut de îndată nivelul artistic superior al lui Miura și l-a demis, spunând că nu-l poate învăța ceva ce Miura nu știa deja.
În 1985, Miura a susținut examenul de admitere la colegiul de artă al Universității Nihon. El și-a prezentat proiectul Futanabi pentru examinare și astfel a fost acceptat. Proiectul i-a adus mai târziu o nominalizare ca cel mai bun autor nou în revista Weekly Shōnen. Prima lucrare serializată a lui Miura, Noa, a fost publicată în revistă, dar nu a avut succes. În 1988, în timp ce lucra pentru Buronson⁠(d) la un proiect intitulat Orō (王狼? lit. „King of Wolves”) Miura a publicat un prototip al mangăi Berserk în Hakusensha⁠(d) lui Gekkan ComiComi. Aceasta conținea 48 de pagini prototip și a fost clasată pe locul doi la premiul „Manga-Școala”, la cea de a șaptea ediție a ComiComi-ului. Serializarea completă a mangăi Berserk, în cele din urmă cea mai faimoasă și de succes lucrare a lui Miura, a început în revista Casa lunară a animalelor (Monthly Animal House) a editorului Hakusensha⁠(d), în 1989. În 1990, în revistă a fost publicat un prequel al mangăi Ōrō, intitulată Ōrō Den (王 狼 伝, Legenda regelui lup). În 1992, Monthly Animal House a fost redenumită Young Animal, unde Berserk și-a continuat serializarea. În același an, Miura a colaborat cu Buronson⁠(d) la Japonia (Manga), publicată și în Young Animal.
În 1997, Miura a supravegheat producția unei adaptări anime de 25 de episoade a mangăi Berserk, produsă de OLM, Inc.⁠(d), care a fost difuzată în același an pe NTV. Au fost lansate, de asemenea, diverse cărți de artă și materiale suplimentare de Miura, bazate pe Berserk. În 1999, Miura a contribuit la jocul video de la Dreamcast, Sword of the Berserk: Guts 'Rage, inclusiv co-scrierea complotului poveștii. În 2004 a apărut lansarea unei alte adaptări pentru jocuri video intitulată Berserk Millennium Falcon Arc: Chapter of the Holy Demon War, la care Miura a asistat pentru scrierea acesteia. În 2013, Miura a lansat scurta manga independentă Gigantomakhia, care a fost lansată în regiunile în care predomină limbă engleză, sub numele de Giganto Maxia, de către editorul Dark Horse în 2016.
Începând din 2018, Berserk cuprinde 40 de volume tankōbon și a avut în circulație peste 50 de milioane de exemplare în întreaga lume, inclusiv versiuni digitale, începând din mai 2021. Seria a generat, de asemenea, o serie de merchendise, atât oficiale, cât și fabricate de fani, variind de la: statui, figuri de acțiune, chei, jocuri video și un joc de cărți de tranzacționare. În 2002, lui Miura i-a fost acordat locul doi la Premiul Cultural de Excelență Tezuka Osamu pentru Berserk.
În data de 20 mai 2021, Hakusensha a anunțat că Miura a murit la data de 6 mai 2021, din cauza unei disecții acute aortice. Familia sa a ținut o ceremonie privată.

## Influențe
Miura a declarat că lucrarea la care a avut cel mai mare impact pe cont propriu, este seria manga Fist of the North Star (debut în 1983). În special, Miura a fost influențat de manga lui Nagai, Violence Jack⁠(d) (debut în 1973). Alte influențe citate de Miura includ: seria de romane fantastice japoneze Guin Saga (debut în 1979), filmele lui Paul Verhoeven, seria Hellraiser (debut în 1987), lucrări manga shōjo, filme Disney și lucrările lui Hieronymous Bosch, MC Escher, Gustave Doré și Pieter Bruegel.

## Lucrări
- Futatabi (1985)[17]
- Berserk Prototype⁠(d) (1988)
- Regele Lupilor (1989)
- Berserk⁠(d) (1989–2021)
- Ourou Den (1990)
- Japonia (1992)[20]
- Gigantomakhia (2013–2014)
- Duranki⁠(d) (2019–2021)